# Denis Rugovac
Denis Rugovac (* 3. dubna 1993) je český profesionální dráhový a silniční cyklista. Aktuálně je členem týmu TJ Favorit Brno. Jeho největším úspěchem je 7. místo v madisonu na Olympijských hrách v Paříží, které získal společně s Janem Vonešem.

## Úspěchy
Držitel českého rekordu ve stíhacím závodě družstev v juniorské (4:13,951) a elitní kategorii (4:08,224).

### 2009
- 3. místo EYOF Tampere, Finsko

### 2013
- 3. místo Mistrovství Evropy v dráhové cyklistice jezdců do 23 let
- 4. místo Mistrovství ČR U23 časovka jednotlivců
- 3. místo Mistrovství ČR U23 silniční závod jednotlivců (10. místo ELITE)

### 2014
- 5. místo na Mistrovství Evropy U23 – madison (+Jan Kraus)
- Mistr ČR ve stíhacím závodě družstev
- 6. místo 6denní závody Amsterdam
- 2. místo ve vrchařské soutěži na

### 2015
- 8. místo na Mistrovství Evropy U23 – madison (+František Sisr)

### 2016
- 5. místo na Mistrovství Evropy (Kodaň) – derny
- 2. místo MČR - madison

### 2017
- 6. místo na Mistrovství Evropy (Hannover) – derny
- 19. místo Mistrovství Evropy – omnium
- 3. místo MČR - stíhací závod jednotlivců

### 2018
- Mistr ČR ve vylučovacím závodě jednotlivců
- 6. místo na Mistrovství Evropy – derny

### 2019
- 10. místo V4 Special Series Debrecen – Ibrany (1.2)

### 2020
- 8. místo šestidenní závody Berlín (+Luděk Lichnovský)

### 2024
- 7. místo na Letních olympijských hrách v madisonu (s Janem Vonešem)
- 2. místo MČR Madison 14.12. 2024 Motol (Favorit Brno) 50b,  ( s Radovanem Štecem TUFO Pardus Prostějov),